# Strandvasker
En strandvasker er et lig, der er skyllet op på land efter at have ligget i vandet i nogen tid.